# Szubarachnoidális érzéstelenítés
A szubarachnoidális (spinális, gerincvelői, lumbalis) anesztézia a regionális érzéstelenítési – hatását a szervezet meghatározott részén-területén kifejtő – eljárások közé tartozik.

## Az eljárás
Alkalmazásakor a gerincvelőből kilépő érző-, mozgató- és vegetatív ideggyökök működését a gerincvelőt körülvevő agy-gerincvelői folyadékba (liquor cerebrospinalis) bejuttatott helyi érzéstelenítővel átmenetileg felfüggesztik, így az érintett ideggyökök beidegzési területén érzéstelenség (anesztézia) áll elő.

### Technikája
A bőr alapos fertőtlenítése után a megfelelő helyen speciális, hosszú, vékony tűvel áthatolnak a hát bőrén, az ágyéki csigolyák ívei közötti résen továbbhaladva áthatolnak a csigolyaíveket összetartó ínszalagon (ligamentum flavum), majd a gerincvelőt borító kemény agyhártyán (dura mater). Ekkor a kemény agyburkon belül található gerincvelői folyadék a tűn keresztül kifolyva megjelenik annak külső végén, jelezve a tű megfelelő helyzetét. Ekkor adják be a helyi érzéstelenítő szert, ezt követően a tűt kihúzzák. A helyesen kivitelezett szubarachnoidális anesztézia alkalmazásakor a gerincvelő sérülése kizárt, mivel az a gerinccsatornában jóval a szúrás magassága fölött, az 1.-2. ágyékcsigolya szintjében végződik. A szúrás magasságában az ideggyökök szabadon lebegnek a gerincfolyadékban, ezért az esetleg közelükbe kerülő tű elől elmozdulhatnak, így (bizonyos nagyon ritka eseteket leszámítva) szintén nem sérülhetnek.

## Hatása
A szubarachnoidális anesztézia hatása az alkalmazott érzéstelenítő fajtájától függően 2-10 perc alatt áll be, és 60-150 percig tart. Leggyorsabban a vegetatív idegrostok működése áll le, emiatt a beidegzett erek kitágulnak, ezért először melegérzet lép fel az érzéstelenített területen. Ezt követi az érző idegrostok működésének leállása, amely a hideg-, a meleg-, a fájdalom-, majd végül a tapintás- és nyomásérzet megszűnését okozza. Az esetek túlnyomó többségében a mozgató idegrostok működése is felfüggesztődik, ezért az érintett területen az izomtevékenység is kiesik. Az anesztézia megszűnésekor az egyes idegrostok működése ennek megfelelően fordított sorrendben áll helyre. A leggyakrabban alkalmazott érzéstelenítő a bupivacain, ritkábban egyéb szereket (articain, lidocain, prilocain) is használnak. A szubarachnoidális anesztézia szükség esetén kiegészíthető nyugtatók adásával, aminek folytán a beteg a műtét alatt szendereg (azaz nem zavarják a műtétet kísérő hang- és egyéb hatások).

## Alkalmazási területei
A szubarachnoidális anesztézia fő alkalmazási területe a műtéti érzéstelenítés, ritkábban, esetleg vékony katétert és ismételt gyógyszerbeadásokat alkalmazva a fájdalomterápia eszközeként is bevethető. Elsősorban az alsó végtagok, a medencei, ill. az alhasi szervek műtéteinél (csontegyesítő műtétek, sérvműtét, császármetszés, bizonyos nőgyógyászati és urológiai műtétek) alkalmazzák.
Nem alkalmazható egyes, idegrendszert érintő betegségek, súlyosabb folyadékvesztés, keringési elégtelenség, a szúrás környéki bőrfertőzés fennállásakor.

## Szövődmények, az eljárás előnyei, hátrányai
A szubarachnoidális anesztézia szövődményei ritkák. Leggyakoribb a kisebb-nagyobb vérnyomás-ingadozás, ezt a betegek ritkán érezik meg és gyorsan korrigálható. A szúrást követő 1-2 napban ritkán fejfájás fordul elő, amit a liquor elszivárgása okozhat, ez megfelelő kezeléssel többnyire gyorsan megszűnik. Az egyéb, komolyabb szövődmények előfordulása nagyon ritka.
A szubarachnoidális anesztézia előnyei: gyors; teljes fájdalommentességet biztosít; jól ellazítja az érzéstelenített terület izomzatát; csak egyféle gyógyszer alkalmazását igényli, így kisebb az esetleges gyógyszer-kölcsönhatások esélye; kivitelezése nem igényel bonyolult eszközparkot; közvetlenül a műtét után a beteg ehet-ihat, ha a műtét jellege ezt megengedi; utána nincs az általános érzéstelenítésre (narkózisra) jellemző kábultság.
Hátrányai: az aneszteziológusok az alkalmazását követően általában hosszabb-rövidebb ágynyugalmat követelnek meg; hatástartama miatt nem előnyös rövid, ambuláns beavatkozásokhoz.